# 邰顺军
邰顺军（1965年—），贵州台江人，苗族，中华人民共和国政治人物、第十二届全国人民代表大会贵州地区代表。
加入中国共产党，担任成都铁路局凯里工务段工长。2013年，担任全国人大代表。